# 博克滕山
46°42′25.5″N 9°54′9.5″E / 46.707083°N 9.902639°E
博克滕山（Bocktenhorn），是瑞士的山峰，位於該國東南部，由格勞賓登州負責管轄，屬於阿爾布拉山脈的一部分，海拔高度3,044米，每年平均降雨量1,729毫米。